# Bachelorette
Bachelorette és una comèdia americana de l'any 2012. Fou escrita i dirigida per Leslye Headland, en una adaptació d'una obra teatral seva del mateix nom. És protagonitzada per Kirsten Dunst, Lizzy Caplan i Isla Fisher. L'argument gira al voltant de tres amigues problemàtiques que es reuneixen pel casament d'una companya d'institut (interpretada per Rebel Wilson) i a la que ridiculitzaven. L'obra en la que es basa la pel·lícula va ser escrita originalment com una de les peces del cicle de Headland, Seven Deadly Sins ("Set pecats capitals").
La pel·lícula va ser premiada al Sundance Film Festival de cinema el 23 de gener de 2012. Va tenir una estrena limitada als Estats Units el 7 de setembre de 2012.

## Argument
Regan Crawford (Kirsten Dunst), d'uns 30 anys, queda per dinar amb una antiga amiga, Becky Archer (Rebel Wilson), qui li explica que es casarà amb el seu xicot, Dale. Tot i que està secretament gelosa i amargada pel fet que la seva "amiga grassa" estigui compromesa, Regan telefona a les seves amigues de l'ànima: la sardònica addicta a la cocaïna Gena Myers (Lizzy Caplan) i la divertida noia amant de les festes, Katie Lawrence (Isla Fisher).
Sis mesos després, les tres amigues es preparen per al comiat de soltera de Becky; Gena vola de Los Angeles a Nova York, i les quatre es troben a l'hotel, on Katie anuncia que Gena ha portat cocaïna per a totes elles. De nit, al sopar, Gena es troba amb Clyde, el seu exnòvio de l'institut, a qui veu coquetejar amb la germana petita de Dale; i Katie es troba amb Joe, un antic company de classe que li subministrava marihuana. Trevor, un amic, dona un discurs als nuvis, i Gena, dopada de cocaïna, revela que Becky es provocava el vòmit als banys de l'institut.
Després del sopar, les dones van a l'habitació, on un amic gai de Katie entra i fa un striptease per a Becky, però ella de cop s'enfada quan el noi, de broma, l'anomena "Pigface" (cara de porqueta), un renom cruel que li deien a l'institut. Becky se'n va de la festa i Regan, Gena i Katie queda a l'habitació on beuen i esnifen cocaïna. Descontrolades, les tres accidentalment estripen el vestit de núvia de Becky, i Katie que té una hemorràgia de sang al nas, el taca.
Regan contacta amb una amiga que té una botiga de vestits de núvia, que de mala gana els obre la botiga fora d'hores. Sense èxit, Katie revela que ella el podria cosir. Es troben amb Trevor i els nois que fan el comiat de solter, i les conviden a venir a un club de striptease. Gena agafa el vestit i l'intenta netejar al bany del club. Allà, té una conversa amb una stripper que comença utilitzar el vestit com a tovallola i paper higiènic. Regan, proposa que ho diguin a Becky, i en el desacord li recorda a Gena com li va fer costat en el seu avortament a l'institut. Gena marxa del club amb Clyde, que és el que la va deixar embarassada, i el vestit.
Mentrestant, Joe intenta festejar a Katie, que està molt marejada i vomita, i Regan fa sexe amb Trevor en el bany de club. Clyde i Gena discuteixen i recorden vells temps; finalment, fan l'amor. Joe i Katie tornen a l'hotel i es banyen de nit a la piscina, on Katie revela que es va intentar suïcidar temps enrere. Becky telefona a Regan perquè vagi a la seva habitació per parlar; en la conversa, es recorda que Regan era bulímica, i que Becky la va cobrir. Arriba la mare de Becky i comencen a preparar a la núvia.
Demanen a la mare de Clyde que cusi el vestit i a l'hotel, l'entorn de la núvia comencen a preocupar-se perquè no el troben. Gena ja a l'hotel, el porta a la tintoreria perquè el netegin i a les habitacions, Katie es tanca amb clau al bany i pateix una sobredosi de Xanax. Regan força el vòmit a Katie. Regan, en un intent de guanyar temps, convenç Becky per agafar un taxi i anar al casament en pijama i posar-se el vestit allà mateix. Becky, ho fa però està molt enfadada. Finalment, Gena arriba al casament amb el vestit tot i que encara té una petita taqueta de sang.
Becky es casa; Regan, Gena i Katie s'ho miren a distància. A la festa, Joe parla amb Katie i es besen. Regan intenta dormir, i Clyde fa un discurs obscè explicant que va fer sexe amb Gena la nit abans. Al final les quatre acaben ballant juntes a la festa.

## Repartiment
- Kirsten Dunst com a Regan Crawford, freda, intel·ligent i educada.
- Lizzy Caplan com a Gena Myers, fumadora, li agrada beure i la cocaïna, que va tenir un avortament als 16 anys.
- Isla Fisher com a Katie Lawrence, l'amiga ximpleta de Gena, sempre de festa, i també amant d ela cocaïna. és també un usuari de cocaïna.
- Rebel Wilson com a Becky Archer, la millor amiga de Regan, que es casarà amb Dale.
- Kyle Bornheimer com a Joe, enamorat de Katie .
- James Marsden com a Trevor Graham, que té interès en Regan .
- Adam Scott com a Clyde Goddard, ex-xicot de Gena i que la va deixar embarassada.
- Paul Corning com a Jack
- Andrew Rannells com a Manny
- Hayes MacArthur com a Dale Beaumont, un bon partit.
- Horatio Sanz, l'amic de feina de Katie
- Shauna Milles com a Theresa
- Ann Dowd com a Victoria
- Ella Rae Peck com a Stefanie
- Melissa Stephens com a stripper
- Juny Diane Raphael com a stripper
- Arden Myrin com a Melissa

## Recepció
A Rotten Tomatoes, la pel·lícula va rebre un índex d'aprovació del 56%, dades basades en 101 crítiques, amb un índex mitjà de 5.60/10. El comentari crític consensuat diu, "té els seus moments, però Bachelorette finalment juga massa segur amb el seu trio d'amigues conflictives, que es traeix amb un acte final previsiblement sentimental que soscava l'humor sincer que el precedeix." A Metacritic, la pel·lícula va obtenir una puntuació mitjana de 53 sobre 100, xifra basada en 30 comentaris, i s'indiquen "crítiques mixtes o mitjanes".
James Berardinelli va donar la pel·lícula el seu índex més baix de zero estrelles, declarant, "De vegades una pel·lícula és tan dolenta que em convida a recluir-me i no tornar a veure una altra pel·lícula com aquesta. Bachelorette és una d'aquelles". Més tard, va escullir Bachelorette com la pitjor pel·lícula de 2012, descrivint-la com "la classe de pel·lícula menyspreable que només un troll podria apreciar."
Stephen Holden de The New York Times, va fer uns comentaris de la pel·lícula amb admiració: "Bachelorette és més escrupolosa, més ben interpretada i menys oblidable que els equivalents centrats en els homes, com les pel·lícules de The Hangover ... arriba amb la intensitat crepitant del foc de metralladores".
Betsy Sharkey de Los Angeles Times va escriure: "s'anuncia com una comèdia, però realment és una tragèdia borratxa untada de llapis de llavis. L'humor és tan càustic que no saps si riure o xisclar." Justin Chang de Variety va elogiar la pel·lícula per "una primera meitat prometedora i divertida" però conclou que el "tot decau ofegat en el seu propi cinisme canalla, tornant-se tan avar d’emoció i perspicàcia com de rialles reals."
La pel·lícula finalment aconseguí 12 milions de dòl·lars en cinemes a tot el món i 8 milions més en VOD.

### DVD i Blu-ray
Bachelorette va ser comercialitzada en DVD i Blu-ray el 19 de març de 2013, per Radis, The Weinstein Company, i Anchor Bay Entertainment.